# Esterigma

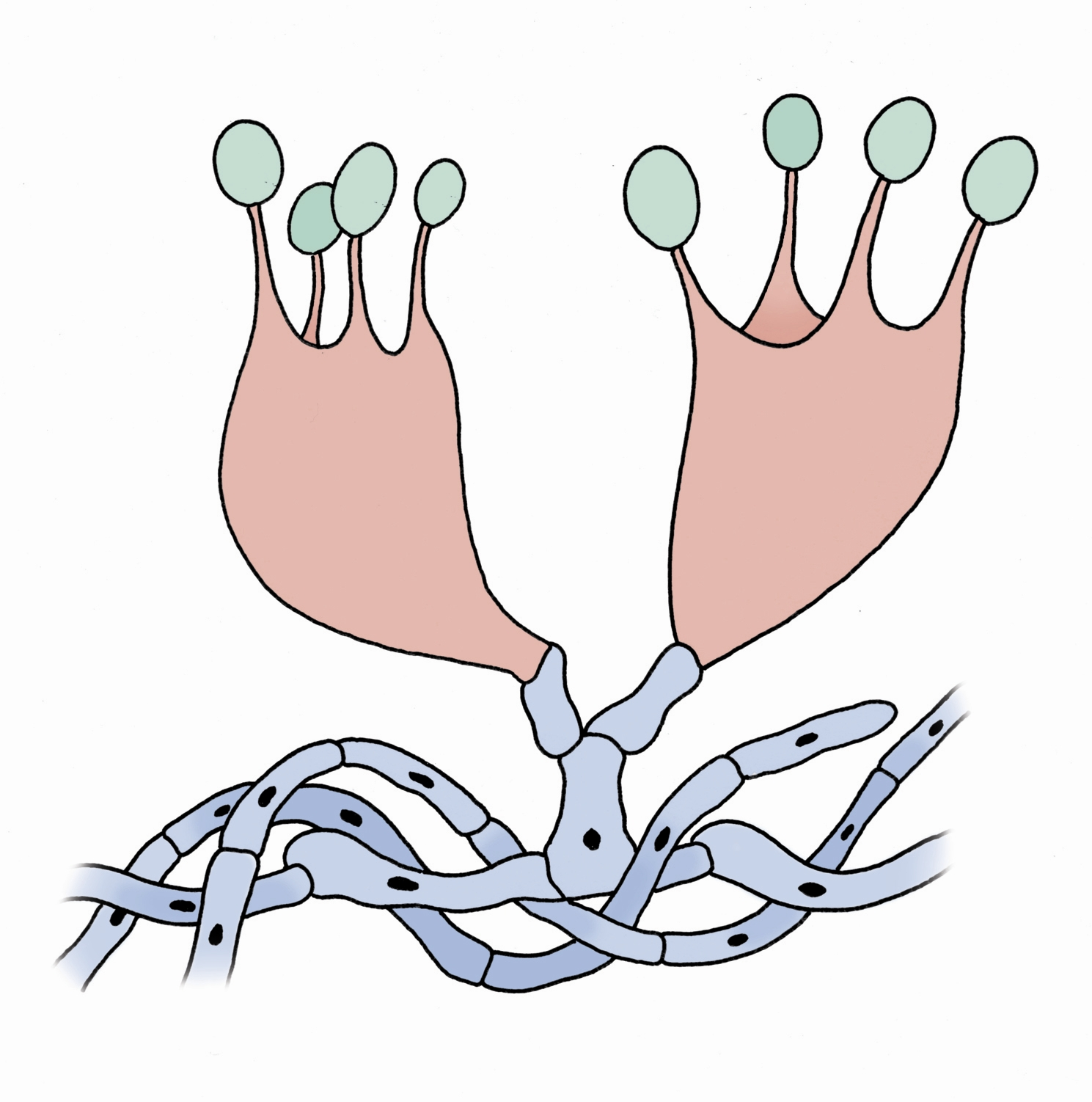
L'esterigma és l'estructura filiforme que connecta l'espora (verd) amb el basidi (roig).

Un esterigma és cadascun dels apèndixs que apareixen als basidis, a l'extrem dels quals es formen les basidiòspores.
Les basidiòspores es formen al basidi a mesura que es desenvolupa i passa per un estadi de meiosi, açò esdevé en la formació de quatre nuclis. Aquests nuclis migren de manera gradual a la part superior del basidi, i cadascú d'ells migrarà al seu torn a cadascuna de les espores que es formen a l'àpex de cada esterigma. Aquestes estructures també poden presentar un conidi al seu extrem.